# UFC 16
UFC 16: Battle in  the Bayou var en mixed martial arts-gala arrangerad av Ultimate  Fighting Championship (UFC) i Kenner i Louisiana i USA på  Pontchartrain Center den 13 mars 1998.